# Казалдуни
Казалду̀ни (на италиански: Casalduni) е село и община в Южна Италия, провинция Беневенто, регион Кампания. Разположено е на 300 m надморска височина. Населението на общината е 1493 души (към 2010 г.).